# Karkota-Dynastie

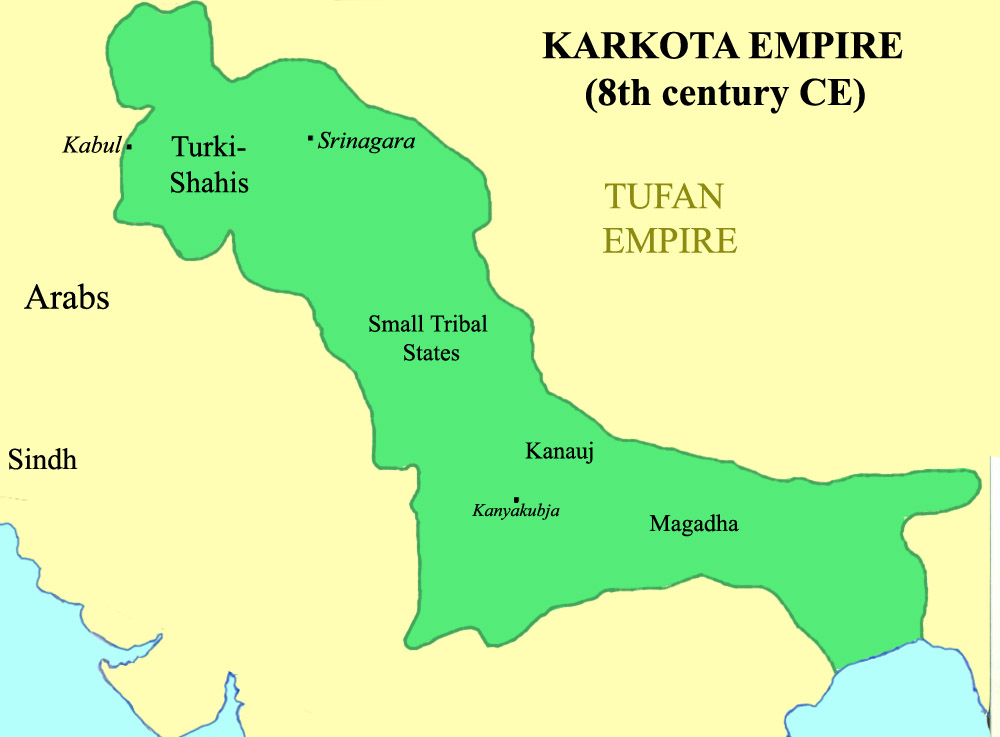
Mögliche Ausdehnung des Karkota-Reichs zur Zeit Lalitadityas

Die Karkota-Dynastie regierte Kaschmir zwischen ca. 625 und 855. Zu ihrer Zeit verzeichnete man in Kaschmir die Staatsbildung und weitreichenden politischen wie kulturellen Einfluss.

## Geschichte
Der Dynastie-Gründer war König Durlabhavardhana (um 625). Er und seine Nachfolger Chandrapida und Tarapida dehnten das Staatsgebiet über den westlichen Himalaya, den Panjab und Afghanistan aus. Afghanistan war zu der Zeit noch indisch geprägt, musste aber seit ca. 670 gegen arabische Einfälle verteidigt werden. Zu diesem Zweck sandte der König Chandrapida auch 713 eine Gesandtschaft nach China. Ein anderer Rivale war das unter König Songtsen Gampo (reg. ca. 617-49) aufgestiegene Tibet, welches vor allem um die strategisch wichtige Kontrolle Gilgits rang.
Terrassenbau, Bewässerungs- und Entwässerungsprojekte forcierten die wirtschaftliche Erschließung Kaschmirs, mehrere Tempel entstanden und wurden über die Tribute der angeschlossenen Provinzen finanziert. Der Buddhismus war laut Xuanzang (Pilgermönch, reiste 631 ins Land) einflussreich. Der kulturelle Einfluss Kaschmirs wirkte im 7. bis 9. Jahrhundert nach Tibet und in das Tarimbecken hinein, eine Reihe bedeutender indischer Literaten kam ebenfalls aus Kaschmir. Die Könige Kaschmirs hatten damals auch ausländische Fachleute im Dienst, so schulten chinesische Militärberater die Armee und im Tempelbau Lalitadityas (Martand, Parihasapura, Malot) ist syrisch-spätrömischer Einfluss zu erkennen, welcher sich mit dem Gupta-Stil mischte.
Der machtpolitische Höhepunkt der Dynastie wurde unter König Lalitaditya (reg. ca. 725–756) erreicht, welcher ganz Nordindien (u. a. Yasovarman in Kanauj und Jivitagupta II. in Magadha) und Afghanistan (die Turki-Shahi) unter seine kurzlebige Oberherrschaft brachte und dort die Bevölkerung rücksichtslos umschichtete (u. a. Feuerzeremonie der Rajputen 747). Aber um 747 musste Lalitaditya nach Kaschmir zurückkehren, weil die Tibeter eingefallen waren. Er kam auf irgendeinem verlustreichen Feldzug nach Norden ums Leben. Seine Taten wie auch große Teile der Geschichte Kaschmirs sind nur im Rajatarangini von Kalhana (von 1148) beschrieben, werden aber von anderen Quellen (al-Bīrūnī, Haider Malik Chadurah usw.) indirekt bestätigt. Kalhana dichtete dabei auch Feldzüge in sagenhafte Länder dazu, um Lalitadityas Ruhm zu mehren.
Der König war bestrebt, die Macht der Landadligen (damaras) unter Kontrolle zu halten. Lalitaditya werden von Kalhana folgende Worte in den Mund gelegt: „Wer in diesem Land die Macht auszuüben wünscht, muss stets auf der Hut vor innerer Zwietracht sein. Jene, die dort in den schwer zugänglichen Bergen hausen, sollen bestraft werden, auch wenn sie sich keines Vergehens schuldig machen. Denn schwer sind sie in ihren Festungen zu besiegen, wenn sie erst einmal Reichtum erworben haben.“
Lalitadityas Enkel Jayapida (reg. ca. 779/82–813) führte neue Feldzüge über Kanauj (König Vajrudh) bis Bengalen, wo er einen König namens Jayanta einsetzte. Er wurde aber von seinen Vasallen (u. a. seinem Schwager Jajja um 779/82) im Stich gelassen und von Tibetern überwältigt, die ihn in Nepal gefangen setzten. Durch den Heldentod eines Gefolgsmannes befreit, konnte er Kaschmir, den Panjab und Afghanistan noch halten. Aber nach ihm ging die Karkota-Dynastie an Misswirtschaft und Ausschweifungen zugrunde.
Unter den letzten, schwachen Königen übernahm das Ministergeschlecht der Utpala die Macht, ihr Vertreter bestieg 855 als König Avantivarman (reg. 855-83) den Thron.

## Könige
- Durlabhavardhana (reg. ca. 625–661)
- Pratapaditya (reg. ca. 661–711)
- Chandrapida (reg. ca. 711–719)
- Tarapida (reg. ca. 719–723)
- Lalitaditya Muktapida (reg. ca. 723–760)
- Kuvalayapida (reg. ca. 760/61)
- Vajraditya (reg. ca. 761–768)
- Prithivyapida (reg. ca. 768–772)
- Sangramapida I. (reg. ca. 772–779)
- Jayapida (reg. ca. 779/82–813)
- Lalitapida (reg. ca. 813–825)
- Sangramapida II. (reg. ca. 825–832)
- mehrere unbedeutende Könige